# 盛岡中央郵便局
盛岡中央郵便局（もりおかちゅうおうゆうびんきょく）は岩手県盛岡市にある郵便局。民営化前の分類では集配普通郵便局であった。

## 概要
住所：〒020-8799 岩手県盛岡市中央通1-13-45

### 併設施設
- ゆうちょ銀行盛岡店（仙台支店盛岡出張所）：取扱店番号830010 - 岩手県内で唯一の同行直営店舗である。

### 出張所（局外ATM）
民営化後は、すべてゆうちょ銀行仙台支店の所属となった。
- イオンモール盛岡南内出張所：ホリデーサービス実施出張所
- 岩手大学内出張所：土曜稼働時間帯延長（17:00まで）実施出張所
- 川徳内出張所：ホリデーサービス実施出張所
- デイリーヤマザキ盛岡開運橋店内出張所：ホリデーサービス実施出張所

## 沿革
- 1872年8月4日（明治5年7月1日） - 盛岡郵便取扱所が開設[1]。
- 1873年（明治6年）4月 - 盛岡郵便役所となる[1]。
- 1875年（明治8年）1月1日 - 盛岡郵便局（二等）となる。翌日より為替取扱を開始[1]。
- 1879年（明治12年）5月5日 - 貯金業務を開始[1]。
- 1885年（明治18年） - 電信取扱を開始[1]。
- 1886年（明治19年）1月4日 - 電信為替事務開始[2]。
- 1889年（明治22年）7月16日 - 盛岡郵便電信局となる[1]。
- 1903年（明治36年）4月1日 - 通信官署官制の施行に伴い盛岡郵便局となる[1]。
- 1916年（大正5年）12月1日 - 等級を二等から一等に改定[3]。
- 1947年（昭和22年）12月11日 - 郵便局で取扱う電話通話事務を除く電話事務を盛岡電話局に移管[4]。
- 1956年（昭和31年）9月1日 - 電話通話および和文電報受付事務の取扱を開始。
- 1959年（昭和34年）2月 - 局舎新築落成。
- 1984年（昭和59年）11月5日 - 盛岡市中の橋通一丁目から、同市中央通一丁目に局舎新築移転[5]。
- 1987年（昭和62年）7月1日 - 盛岡中央郵便局に改称。
- 1992年（平成4年）8月3日 - 外国通貨の両替および旅行小切手の売買に関する業務取扱を開始。
- 2007年（平成19年）
  - 3月5日 - 簗川郵便局[6]および玉山郵便局から集配業務を移管[7]。
  - 10月1日 - 民営化に伴い、併設された郵便事業盛岡支店、ゆうちょ銀行盛岡店、かんぽ生命保険盛岡支店に一部業務を移管。
- 2012年（平成24年）10月1日 - 日本郵便株式会社の発足に伴い、郵便事業盛岡支店を盛岡中央郵便局に統合。
- 2017年（平成29年）
  - 3月21日 - （ゆうパック・レターパックなどの取扱量急増により）手狭になった当局の「地域区分局」業務のうち、ゆうパックに関する業務を北上市に新設する「岩手郵便局」へ移管。
  - 5月4日 - 当局の「地域区分局」業務のうち、郵便物に関する業務を「岩手郵便局」へ移管。
- 2018年（平成30年）7月17日 - かんぽ生命保険盛岡支店が当局から、同市中央通一丁目に移転。
- 2025年（令和7年）4月1日 - 緑が丘・高松両郵便局窓口で受け付けた郵便物、および盛岡市緑が丘・高松両地区にある一部ポストに投函された郵便物取り集め業務を盛岡北郵便局へ移管。

## 取扱内容

### 盛岡中央郵便局
- 郵便、印紙、ゆうパック、内容証明
- 生命保険、バイク自賠責保険、自動車保険
- 盛岡市内の一部地域[8][9]および紫波郡矢巾町内[10]の一部地域（郵便番号が020-00xx、020-02xx、020-03xx、020-08xxの地域）の集配業務。
- ゆうゆう窓口

### ゆうちょ銀行盛岡店
- 貯金、貸付、為替、振替、振込、国際送金、外貨両替、国債、投資信託、変額年金保険
- ATM（振替対応・ホリデーサービス実施）

## 周辺
- 岩手県庁
- 盛岡地方裁判所
- 岩手医科大学・附属病院
- 岩手銀行本店
- 北日本銀行本店
- 石割桜
- 国道455号

## アクセス
- 東日本旅客鉄道（JR東日本）・IGRいわて銀河鉄道 盛岡駅（北口）から徒歩約20分、JR山田線 上盛岡駅から徒歩約10分
- 岩手県交通バス（上田線系統・駅上田線系統） 盛岡中央郵便局前停留所下車
- 岩手県北バス　｢E01・E02・E03・E11・E21・E22・E23｣　盛岡中央郵便局前停留所下車
- 東北自動車道 盛岡ICから東へ約5.5km
- 駐車場あり：23台